# Katō, Hyōgo
Katō (加東市 Katō-shi) là một thành phố thuộc tỉnh Hyōgo, Nhật Bản.